# Vilameñe
Vilameñe (llamada oficialmente Santa Mariña de Vilameñe) es una parroquia y una aldea española del municipio de Taboada, en la provincia de Lugo, Galicia.

## Organización territorial
La parroquia está formada por seis entidades de población:

### Entidades de población
Entidades de población que forman parte de la parroquia:
- Fonteboa
- Lendorrío
- Mesón
- Torrón (O Torrón)
- Vilameñe

### Despoblado
Despoblado que forma parte de la parroquia:
- Cabanelas

## Demografía

### Parroquia
| Gráfica de evolución demográfica de Vilameñe (parroquia) entre 2000 y 2021 |
|                                                                            |
| Datos según el nomenclátor publicado por el INE.                           |

### Aldea
| Gráfica de evolución demográfica de Vilameñe (aldea) entre 2000 y 2021 |
|                                                                        |
| Datos según el nomenclátor publicado por el INE.                       |